# 1973年の日本の女性史
1973年の日本の女性史（1973ねんのにほんのじょせいし）は、1973年（昭和48年）の日本における女性に関するできごとを時系列的に挙げる。参考文献は日本の女性史年表を参照のこと。
本項目は歴史研究としての女性史ではなく、日本における女性に関するできごとをある体系に基づいて述べようとするものではない。

## 1-3月
- 1月8日 タイのチェンマイで11人の10歳代の娘を買ってハレムとしていた玉本敏雄、タイ政府から「公序良俗を害した」として永久国外追放処分に
- 1月19日 地婦連等消費者5団体、石油たんぱく飼料の検討会開く。
1月29日 石油たんぱく禁止を求める連絡会結成、会長大高節子、禁止の申し立て書を厚生省に提出　2月16日 厚生省、食品衛生法の対象外と回答　2月20日 製造・販売中止を国会に陳情　同日 鐘淵化学（現・カネカ）、社会的同意が得られるまで企業化延期を表明　結局、企業化を断念
- 1月22日 売春問題ととりくむ会結成、売春対策国民協会と沖縄の売春ととりくむ会が合同、改組
- 1月22日 自衛官護国神社合祀事件、死亡した自衛官の夫が妻の反対を無視して靖国神社に合祀されたことに対し、キリスト教信者の妻、合祀取り消しを提訴
1979年3月22日 山口地方裁判所、政教分離の原則に反するとして違憲の判決、国と隊友会控訴
- 1月23-24日 全国農協婦人大会、組織・健康・老人・公害・若妻などの分科会、1000人参加
- 1月- 熊本県大矢野町、女子職員の結婚退職規約を撤廃
- 1月- 全国チェーンストア労働組合職業病担当者会議、職業病防止のためレジ作業基準要求まとめる。
2月8日 労働省に基準制定を陳情 3月30日 労働省、作業通達。レジ係が初めて保護対象になった。
- 2月1日 全国婦人税理士連盟、「財産の半分を妻の持ち分に」と民法改正要望書を法制審議会民法部会に提出
- 2月4日 日本有職婦人クラブ、職業をもつ婦人のための政策を各党に聴く会開催
- 2月12日 水俣病患者の娘、母たちの苦しみを訴える直訴状を田中首相に郵送
- 2月14日 櫛田フキ等訪問団、北ベトナムへ出発
- 2月20-23日 全国繊維産業労働組合同盟（現・UIゼンセン同盟）第28回定期大会で婦人代議員、男女賃金格差是正のための闘いを訴える。
- 2月- 愛知県東海市、全国初の妊婦医療費の無料化実施
11月- 川崎市も実施
- 2月- 侵略＝差別と闘うアジア婦人会議など、優生保護法改悪阻止請願署名運動始める。
- 3月8日国際婦人デー中央集会、2000人参加、全国各地で集会・デモなど
- 3月12日 東京高等裁判所、日産自動車男女差別定年制の地位保全仮処分の控訴審で、「女性の生理機能水準は一般に男性より劣り、女性の55歳は男性の70歳に匹敵」とし、差別定年は合理的と棄却の判決
就業規則は男子の定年を55歳、女子の定年を50歳と定めており、これの適用を受けて、退職通告された女子職員1名が訴訟を提起した。一審で原告敗訴、控訴していた。
3月21日 この事件に対する東京高裁判決をきっかけに定年制の男女差別をなくす会結成、有職婦人クラブ呼びかけ
- 3月13日 母親連絡会、有害洗剤で通産省・厚生省と交渉
- 3月23日 東京地方裁判所、日産自動車男女差別定年制の雇用関係存続確認等請求事件の本訴で、「合理的理由のない女子50歳定年制は不当な差別」と無効判決
女子職員9名が訴訟を提起していた。
1979年3月12日 東京高裁も同趣旨判決　会社側、最高裁判所に上告、1981年03月24日 会社側敗訴
- 3月24日 日本信託銀行労働組合、男女差別賃金の一つであった特別手当を女性にも支給するよう東京地裁に提訴
9月25日 労働組合の主張を全面的に認める和解成立
- 3月24-25日 第18回はたらく婦人の中央集会、総評・中立労連中心、1892人参加、ソビエト婦人代表4人招待、差別定年に対する不当判決に抗議する決議採択
- 3月25日 日本家族計画連盟、優生保護法改正反対声明
- 3月26日 優生保護法改正案の71特別国会再提出を阻止する東京集会、20団体参加、法案は継続審議に
- 3月31日 浦和地裁、朝霞和光幼稚園の結婚・妊娠による退職強要に「使用者は女子の妊娠・出産により蒙る不利益の受忍義務があり解雇によってこの義務を回避することは脱法行為」の判決

## 4-6月
- 4月1日 文部省、高校教育課程改定、「家庭一般」4単位女子のみ必修となる。
京都府教育委員会は独自に「家庭一般」4単位中2単位を男女必修と決める
- 4月4日 主婦連など消費者5団体、繊維製品の高騰に対抗し、値下がりまで衣料品の不買運動決定
- 4月8日 優生保護法改悪案再上程阻止集会・デモ、 婦民主催
- 4月10-16日 第25回婦人週間「日本を考える--これからの社会と女性の役割」
- 4月12日 主婦連、東京高等裁判所に公正取引委員会の審決取消しを求める「ジュース裁判」提訴
消費者の権利運動として、食品公害予防闘争で消費者側がとった初の法的戦術
1974年7月19日 東京高裁で、1978年3月14日 最高裁で主婦連の申立て却下
- 4月12日 働く母・未婚の母差別裁判に抗議する集会「K子さんの問題をこう考えるシンポジウム」、東京で、230人参加  4月14日 名古屋でも
　小学校教師（当時は幼稚園教諭）K子は妻子のあるN男と恋愛関係となり、妊娠。始めN男は中絶を勧めたがK子は「未婚でも立派に育てたい」と出産を決意、N男は「認知して養育費も出す」と約束、1970年3月8日 K子は男児を出産した。
　K子が産院から退院する途中、N男とその親族は無断で嬰児を連れ去り、K子には未知のS夫妻に渡し、S夫妻はその子を実子として戸籍登録をした。
　「子を返して」というK子の度重なる訴えをS夫妻は拒否。1970年5月 K子は家庭裁判所に「親子関係不存在確認」の調停を申し立て、1971年2月 K子と子との親子関係の戸籍は成立した。しかし、S夫妻は子を手放すことを拒否、K子は大阪地方裁判所堺支部に「「人身保護請求」を申し出たが、1972年3月 大阪地裁堺支部は「働きながらの未婚では母親として不適格」と判決、K子の申し出を却下した。
　1973年2月3日 K子は法務大臣に直訴、この事件が世間に知られることとなり、「K子さんの問題を考える会」等いくつかの支援グループが結成され、シンポジウム等も開催、更に、K子の裁判を支援する弁護団も組織された。
　この間、1973年5月5日 K子はS夫妻から子を実力で奪取した。このK子の行動を弁護団の主要メンバーは「未婚の母差別問題としての本質を訴えようとしない個人的行動」と非難、弁護団は事実上解散してしまった。
　1973年10月9日 控訴審で再び敗訴、1974年2月26日 最高裁は書類審査で棄却。同年7月4日 大阪地裁堺支部の仲介でK子とS夫妻との和解調停成立。K子はS夫妻に慰謝料を支払い、S夫妻は子の返還を求めない、という和解の内容で、この事件は収まった。
- 4月20日 菊田医師の赤ちゃん斡旋事件が問題化
- 4月- 福岡の主婦江頭千鶴子が、弱視の子に拡大写本の教科書を贈る活動を始める。
- 4月- 女性の法的地位を考える会発足、結婚時の改姓の自由選択制を要求
- 5月8日 女性の法的地位を考える会発足、結婚時の改姓の自由選択制を要求
- 5月8日 東京都民政局、独身中高年婦人の老後生活についての意識調査発表、40～54歳の婦人の意識を探った初の試み。46.1%が1人暮らし、88.4%が有業者、91.1%が年金に加入、単身者用公営住宅の建設促進・年金額の増加など要望
- 5月10日 上代たの・野宮初枝・深尾須磨子・丸岡秀子ら16婦人が小選挙区制に反対するアピール発表
- 5月11日 優生保護法改正案、国会に再上程
- 5月12日 優生保護法改正案に反対するウーマン・リブ団体の30人、厚生省に押しかける。
- 5月12日、14日 全米堕胎行動連合のエブリン・リード講演会「アメリカの女性解放闘争をきく」 、東京で、侵略・差別と闘うアジア婦人会議・婦人民主クラブ・リブ新宿センター共催
- 5月13-14日 第18回はたらく婦人の中央集会、婦団連中心、小選挙区制反対特別決議、参加者延4000人
- 5月21日 労働大臣の諮問機関「母性の健康管理に関する専門家会議」初会合
- 5月25日 名古屋地方裁判所、若年定年制に事前差し止めの判決、名古屋放送女子社員の30歳定年制解雇禁止の仮処分申請を認める。
名古屋放送側が名古屋高等裁判所に控訴　1974年9月30日 名古屋高裁控訴審判決「女子30歳定年制は…憲法違反であり、…著しく不合理な性別による差別は民法90条により公序良俗違反として無効」
- 5月- 労働省、婦人の地位に関する実態調査、「共働き」は都市団地生活者の27%、農村72%、「家計管理」は都市では大部分、農村では66%が主婦、「結婚後姓を変えたくなかった」は両地域で9%
- 5月- 厚生省、新婚夫婦意識調査、恋愛63%見合37%、共働き42%、借家46%
- 6月1日 帯谷織布会社の女子労働組合員105人、就業時間30分延長の協定を結んだ男子組合役員に反発、女子のみで新組合を結成、寄宿舎を脱出、高野山に5日篭城。全国繊維産業労働組合同盟と会社側との交渉で妥結
- 6月1-4日 第1回国際フェミニスト会議、ボストンで、NOW（全米女性同盟）の呼びかけ、日本から樋口恵子ら5人出席
- 6月17日 参議院地方区補欠選挙で婦人1人当選、大阪
- 6月20日 主婦連、汚染魚追及集会、環境庁に基準作成を要望
6月21日 東京・築地の中央卸売市場に入荷したマグロの8割以上から水銀が、他の魚介類からもPCBや水銀が検出された。
7月5日 魚汚染から子どもと妊産婦を守る運動、羽仁説子ら12人呼びかけ
- 6月29日 地婦連等、LPガスメーター化に伴う便乗値上げなどに関する要望書を通産省に提出
- 6月30日-7月1日  優生保護法改悪を阻止する全国集会、「産める社会を、産みたい社会を」、28団体参加

## 7-9月
- 7月9日 地婦連、20周年記念全国地域婦人大会、2500人参加
- 7月11日 高島平団地の母親26人、保育所不足は区の怠慢、と東京都に行政訴訟を起こす。
- 7月13日 総理府統計局の女子職員30人、頚腕症候群の職業病認定を求めて人事院に座り込み
- 7月15日 長崎県で海と漁業を守るため全県一斉浜掃除、長崎漁協婦人部呼びかけ、約1000トンのゴミを回収
- 7月18日 優生保護法を改正して赤ちゃんの生命を守る全国大会、自民党本部主催、600人参加
- 8月6日 婦人少年問題審議会、勤労婦人福祉対策基本方針を発表
- 8月8日 日本国連婦人連合会創立、会長小坂益子、国連を理解し強化するための民間婦人団体
- 8月18-19日 第19回日本母親大会、京都で、3万人参加、「生活破壊の政治に対する怒りの大会」、20代・30代が参加者の8割
- 8月25日 摂津市、国に対して保育所の設置・管理に伴う超過負担を国が支払うよう行政訴訟をおこす、全国革新市長会及び自治労・総評など支援　1976年12月13日 敗訴
- 8月29日 消費科学連合会、食器・野菜用合成洗剤調査結果、使用中の世帯92%、安全性に不安78%、皮膚障害経験者35%
- 8月31日 国電中央線の快速・特別快速電車の婦人子ども専用車廃止、代わって高齢者や身体の不自由な人たちの優先席が登場
- 9月4日、25日  「婦人に関する諸問題の総合調査」の一環として婦人問題シンポジウム開催　10月25日 中央シンポジウム
- 9月9日 公害から子供を守る母親の集い、川崎市で、ぜんそく児をかかえる母親参加
- 9月10日 労働省、育児休業に関する研究会議、休業期間1年、原則として原職復帰を内容とする第1次報告
- 9月10日 横浜地方裁判所、離婚訴訟中の妻が裁判の結論が出るまで生活費の送金を求めた訴えに対し、支払を命ずる判決
- 9月14日 田無市の私立サムエル保育園の保母7人、低賃金・生理休暇カット・産休解雇に抗議、集団辞表を提出
- 9月17日 地婦連など消費者8団体、安売り禁止令撤回と再販全廃を求める運動を全国的に開始
- 9月19日 厚生省、未認可保育所を認可し事実上解消するための「家庭保育室」構想を打ち出す。
- 9月21日 日本キリスト教協議会婦人委員会、韓国教会婦人連合会のキーセン観光の自粛を求めるアピールに応え、日本人男性観光客の韓国での行動を批判し、観光会社に反省を求める声明
- 9月21日 中央勤労婦人福祉推進会議、母性の健康管理と育児休業をめぐって懇談
- 9月25日 滋賀銀行巨額横領事件、滋賀銀行山科支店で、女子行員の4億8000万円横領事件が発覚、横領した全額を恋人に貢いていた。
後に、横領額は8億9400万円であったことが判明。2005年まで、日本において一行員が銀行から横領した金額として最高金額
- 9月26日 全鉱主婦協議会、結成20周年記念集会、『明日を呼ぶこだま』出版
- 9月29-30日 瀬戸内海をまもる住民大集会、地婦連・全国漁業協同組合婦人部連絡協議会など主催

## 10-12月
- 10月1日 地婦連、「生活のムダを見直す運動」を全国的に展開、メーカーに空瓶・空缶などの回収要求
- 10月1日 愛知県民政部、企業内保育所実態調査、名古屋市を除く県下企業内保育所数99、入所児童数2445人、保母の6割が無資格
- 10月5-6日 全国革新市長会、福祉を語る革新市長と婦人の集い開催、横浜で、革新都市での福祉行政の進め方討議
- 10月6-7日 母と女教師の会20周年を記念し初の全国集会、日教組主催、1500人参加、3割が母親
- 10月23日 日本家族計画連盟主催「産児制限を考える」討論会に中ピ連、「ピルを解禁せよ」と押しかける。
- 10月23日 シンガポールから技術研修の名目で来日の女子労働者の訴えに対し調査団来日、技術指導もなく低賃金で労働させる実態発覚
- 10月- 東京都、都労連の要求により、男性の産休2日間スタート
- 10月- 婦人団体議会活動連絡委員会、未亡人の財産相続上の不利益の改正要望書を法務省に提出
- 11月14日 エールフランス日本支社日本人スチュアーデス39人、勤務替え反対で提訴　12月22日 東京地裁、「パリ移籍拒否を理由とする解雇は客観的合理性を欠く」と解雇予告無効の判決　1974年8月28日 東京高裁も同趣旨判決　1975年10月13日 東京勤務となる。
- 11月- 各地でトイレットペーパー・洗剤・砂糖などの買いだめに主婦ら殺到
- 11月17日 中央児童福祉審議会「当面すべき児童福祉対策について」中間答申、「心身の健全な発達のためには乳幼児の育児は両親のもとで行うのが望ましい」と強調
- 11月21日 主婦連など消費者5団体「消費者自身が値上げ犯人に利用される買いだめ行為をやめよう」とアピール発表　11月27日 日本婦人有権者同盟「買いあさるよりまず怒ろう」のビラまき
- 11月27日 NOW（全米女性同盟）のパトリシア・ヒル・バーネット来日、世界各地でNOW支部づくりと第2回世界フェミニスト会議呼びかけ
- 11月- OECDの経済社会における婦人の役割に関する専門家会議に赤松良子出席、ワシントンD.C.で
- 12月1日 地婦連、ライオン (企業)の大幅値上げ強行に抗議して不買運動を決定
- 12月6日 神奈川 生協連の主婦ら2000人、灯油・チリ紙などを要求しデモ
- 12月8日 小・中・高の家庭科教育を検討する集会、婦選会館主催、女子必修の家庭科を検討
- 12月8日  婦民、物価高に抗議する女たちの集会、経団連へデモ
- 12月10日 17婦人団体、人権関係諸条約の批准を政府・各党に要求
- 12月11日 静岡地方裁判所、伊豆シャボテン公園男女別定年制事件で「男子57歳・女子47歳の定年制は、合理的理由なしに女子を差別するもので公序違反で無効」の判決
定年制に該当して退職させられた女子労働者5人が訴えていた。1975年2月26日 東京高裁、同年8月29日 最高裁とも1審判決を支持　1976年1月21日 職場復帰
- 12月13日 総評、労働基準法改悪阻止・最低基準引上げ婦人中央行動、婦人少年局長と交渉
- 12月19日 韓国梨花女子大学校生、金浦国際空港で日本人観光客らに「売春観光反対」の訴え、反対デモなど
- 12月21日 草の実会など18婦人団体、「つくられた物不足・異常な物価高の解消」を求め政府・各党に申入れ
- 12月25日 キーセン観光に反対する女たちの会、羽田空港で抗議のビラ配布
- 12月24日 日韓閣僚会議に反対する婦人の共同行動委員会、13団体で結成、韓国で言論思想の自由を求めて闘っている婦人へ連帯のアピール
- 12月- 女子小学生３人が精神安定剤を飲み校舎3階から飛び下り自殺、茨城県で

## この年
- 前年に引き続き、嬰児の死体をコインロッカーに捨てる事件、全国各地で続出
- 女と子どものコレクティブ「東京こむうぬ」設立、武田美由紀ら6人の共同保育の場
2年後に解散した。
- 高校教科課程改訂で「保健・体育」の教科書に、「避妊の方法」「性器の構造」などを表記するものが現れる。
- 上村一夫の劇画『同棲時代』を契機に、"同棲"が注目される。